# 탁영종택문적
탁영종택문적(濯纓宗宅文籍)은 대구광역시 대구에 있는, 조선시대 무오사화에 연루되어 희생된 탁영 김일손(1464∼1498) 선생과 부인에게 내린 교지 5종과 자계서원에서 의식이 있을 때 그 순서를 적은 글인 홀기 및 둔전답 등본이다. 1989년 6월 15일 대구광역시의 유형문화재 제27호로 지정되었다.

## 개요
이 문적은 무오사화에 연루되어 희생된 탁영 김일손(1464∼1498) 선생과 부인에게 내린 교지 5종과 자계서원에서 의식이 있을 때 그 순서를 적은 글인 홀기 및 둔전답 등본이다.
김일손은 김종직의 문인이며, 1486년 문과에 급제하여 여러 벼슬을 지낸 후 고향에 내려와 학문에 몰두하다가, 그 후 다시 벼슬길에 올라 이조정랑 등을 지냈다. 그러나 연산군 4년(1498) 무오사화 때 조의제문을 사초(史草)에 실은 것이 문제가 되어 능지처참의 형을 받았다. 그러나 중종반정이 있은 후 신원되어 홍문관 직제학을 추증받았으며, 이후 현종 때 도승지, 순조 때 이조판서에 추증되었다.
이 문적은 그가 죽은 후 도승지, 이조판서에 추증한다는 내용의 교지와 나라에서 시호를 내리는 내용을 담은 교지 및 그의 두 부인을 정부인에 올린다는 교지 등이다. 홀기는 자계서원에서 봄,가을에 제사를 올릴 때 쓰던 것이며, 「둔전답 경자개양등록」은 서원의 전신인 자계사(紫溪祠)가 1578년 사액서원이 되면서 종전의 둔전답을 고쳐 만든 등본이다.
한 개인의 가계사뿐만 아니라 당시의 사회상 연구에 귀중한 자료로 평가된다.

## 참고 문헌
- 탁영종택문적 - 국가유산청 국가유산포털